# Mario Filho
Mario Filho (ur. 3 czerwca 1908, zm. 17 września 1966) – brazylijski dziennikarz sportowy, znawca piłki nożnej, działacz sportowy.
Był autorem wielu znanych książek poświęconych piłce nożnej, m.in. Bonecas (1927), Copa Rio Branco (1932), Histórias do Flamengo (1934), O Negro no Futebol Brasileiro (1947), Romance do Football (1949), Senhorita (1950), Copa do Mundo de 62 (1962), Viagem em Torno de Pelé (1964), O Rosto (1965), Infância de Portinari (1966). Jego imię nadano słynnemu stadionowi w Rio de Janeiro – Maracanie.